# Przegrupowanie Pummerera
Przegrupowanie Pummerera – reakcja chemiczna, w której sulfotlenek alkilu w obecności bezwodnika octowego ulega przegrupowaniu do α-acyloksy-tioeteru. W trakcie reakcji atom siarki ulega redukcji, natomiast sąsiedni atom węgla zostaje utleniony. Reakcja została odkryta przez niemiecko-austriackiego chemika Rudolfa Pummerera.
Przegrupowanie Pummerera było przedmiotem kilku publikacji przeglądowych.
Zastosowanie do reakcji sulfotlenków α-acylowych i kwasów Lewisa (takich jak TiCl4 lub SnCl4) pozwala na przeprowadzenie procesu w niskich temperaturach (0 °C).

## Mechanizm
Pierwszym etapem przegrupowania Pummerera jest acylowanie sulfotlenku (przedstawionego strukturami mezomerycznymi 1 i 2) na atomie tlenu. Powstały związek 3 ulega reakcji eliminacji z wytworzeniem przejściowego jonu sulfoniowego 4, do którego przyłącza się jon octanowy, dając produkt końcowy 5.
Przegrupowanie Pummerera można przeprowadzić, wykorzystując także inne bezwodniki oraz chlorki kwasowe.

## Warianty
Jon sulfoniowy może zostać wyłapany przez nukleofile z wytworzeniem wiązań węgiel-węgiel i węgiel-heteroatom. Np. chlorek tionylu może zostać wykorzystany zarówno do wytworzenia jonów sulfoniowych, jak i do ich wyłapania:
Podobnie wykorzystuje się inne nukleofile, np. weratrol (1,2-dimetoksybenzen):

## Fragmentacja Pummerera
W przypadku gdy reszta α-organiczna jest bardzo dobrą grupą odchodzącą, wówczas ulegnie ona eliminacji na etapie pośrednim zamiast wodoru α. Taki kierunek reakcji nazywany jest fragmentacją Pummerera:
Po prawej stronie grupą organiczną R2 jest fiolet krystaliczny tworzący umiarkowanie trwały karbokation (pKR+ 9,4) i reakcja przebiega według klasycznego mechanizmu przegrupowania Pummerera. Grupa R1 po lewej stronie jest bardzo dobrą grupą odchodzącą (tworzy bardzo trwały karbokation, pKR+ 23,7), co prowadzi do fragmentacji związku pośredniego.